# Milan Stanivuković
Milan Stanivuković, hrvaški častnik, * 4. maj 1912, † 27. december 1944.

## Življenjepis
Stanivuković, podporočnik VKJ, je leta 1941 vstopil v NOVJ in KPJ. Med vojno je bil nazadnje poveljnik 12. divizije; kot njen poveljnik je padel v boju z Nemci.
13. marca 1945 je bil razglašen za narodnega heroja.